# Одсудна одбрана (књига)
Одсудна одбрана: Митровданске офанзиве на источну Херцеговину 1992. и 1994. године је историјска студија чија је тема одбрана Херцеговине током Прве (1992) и Друге митровданске офанзиве (1994). Књига је објављена 2021. у издању Републичког центра за истраживање рата, ратних злочина и тражење несталих лица. Аутор је историчар Предраг Лозо. Рецензенти књиге су проф. др Горан Латиновић и ма Марко Јанковић.

## О аутору
Предраг Лозо рођен је 1983. године у Мостару. Основну школу завршио је у Билећи, а Економску школу у Требињу. Историју је дипломирао на Филозофском факултету Универзитета у Бањој Луци 2015. године. Запослен је у Републичком центру за истраживање рата, ратних злочина и тражење несталих лица као виши стручни сарадник за меморијализацију, културу и политике памћења. На постдипломским студијама истражује тему из области злочина над Србима у Херцеговини 1992-1995. године. Објавио је једну монографију као коаутор и више радова из области историјске науке, истраживања ратних злочина, културе памћења те више публицистичких и других текстова.

## О књизи
Књига "Одсудна одбрана" је дио ширег пројекта Републичког центра за истраживање рата, ратних злочина и тражење несталих лица тј. истраживања дешавања у Херцеговини у периоду Одбрамбено-отаџбинског рата и резултат је обимног истраживања извора и литературе. Аутор књиге покушао је да одбрану Херцеговине у Митровданским офанзивама у новембру 1992. и 1994. године стави у историјски контекст напора за стварање и одбрану Републике Српске. Осим што је историографски приказ дешавања књига је својеврстан меморијализацијски покушај очувања памћења на жртве и хероје Одбрамебно-отаџбинског рата.
Покушај потпуног угрожавања југа Републике Српске од стране заједничких муслиманско-хрватских снага из новембра 1992. године, када су снаге Невесињске бригаде Херцеговачког корпуса Војске Републике Српске одбраниле главни шпиц удара на Херцеговину од вишеструко надмоћнијег и бројнијег непријатеља најзначајнија побједа у рату на овим просторима. Митровданска офанзива из 1994. године је покушај муслиманских снага, тј. њихова два реорганизована корпуса, да након сукоба и споразума  са Хрватима, промијене стратешку ситуацију на Херцеговачком ратишту примјењујући нову тактику убацивања и дјеловања великих војних групација у позадину који би заједно на снагама са фронта угрозили одбрану Републике Српске. Оно што им је успјело на неким другим ратиштима није им донијело никакву предност на простру Херцеговине. Напротив пораз нападача био је праћен значајним људским губицима, деморалисањем бораца и утврђивањем одбрамбених положаја Војске Републике Српске. Значајна је чињеница да су обе непријатељске офанзиве покренуте у периоду вјерског празника Митровдана што је такође једна од карактеристика дјеловања непријатеља Републике Српске током Одбрамбено-отаџбинског рата. 